# Patrick Leclercq (Politiker)
Patrick Leclercq (* 2. August 1938 in Lille, Frankreich) ist ein französischer Diplomat und war von 2000 bis 2005 Staatsminister von Monaco.
Nach dem Studium am Institut d’études politiques de Paris (Sciences Po) und der École nationale d’administration (ENA; 1964–1966) trat Leclercq in den auswärtiger Dienst Frankreichs. Er war 1978 stellvertretender Leiter des Ministerbüros (directeur de cabinet adjoint) des Außenministers Louis de Guiringaud und von 1979 bis 1981 diplomatischer Berater des Staatspräsidenten Giscard d'Estaing. Es folgten Stationen als Generalkonsul im kanadischen Montréal (1982–1985), Botschafter Frankreichs in Jordanien (1985–1989) sowie Leiter der Abteilung Nordafrika und Mittlerer Osten im Außenministerium (1989–1991). Von 1991 bis 1996 war Leclercq französischer Botschafter in Ägypten, anschließend bis 1999 in Spanien. 
Wie nach dem französisch-monegassischen Protektoratsverhältnis vorgesehen, ernannte Fürst Rainier III. von Monaco den von der französischen Regierung vorgeschlagenen Leclercq mit Wirkung vom 5. Januar 2000 zum Staatsminister. Er behielt das Amt des monegassischen Regierungschefs bis zu seiner – durch den Tod des Fürsten Rainier verzögerten – Ablösung durch Jean-Paul Proust am 1. Juni 2005.